# Herb gminy Teresin
Herb gminy Teresin – symbol gminy Teresin, ustanowiony w 1994.

## Wygląd i symbolika
Herb przedstawia na tarczy dzielonej w pas w polu dolnym zielonym złotą literę „T”, nawiązującą do nazwy gminy, natomiast w polu górnym dwie korony: złotą i czerwoną, przypominającą o postaci św. Maksymiliana Kolbego, założyciela klasztoru w Niepokalanowie.